# یوپاتولین
یوپاتولین (به انگلیسی: Eupatolin) با فرمول شیمیایی C23H24O12 یک ترکیب شیمیایی است. که جرم مولی آن ۴۹۲٫۴۲ گرم بر مول می‌باشد. 